# Влияние лекарственных препаратов на половую функцию человека
Лекарственные средства могут оказывать отрицательное воздействие или стимулировать репродуктивную систему. В судебно-медицинской экспертизе за единицу половой активности принят половой акт.
Негативное влияние таких веществ может вызвать вторичное состояние, укладывающееся в картину эректильных дисфункций.

## Препараты, снижающие половую функцию мужчин
- Антибактериальные препараты:
 сульфаниламиды и такие антибиотики, как гентамицин, окситетрациклин, колимицин, калиевая соль пенициллина, триметаприл и некоторые цефалоспорины, оказывают отрицательное действие на сперматогенный эпителий, блокируя α-рецепторы, вызывая сокращение семявыносящих протоков, ампулы и семенных пузырьков. Это приводит к обструкционной аспермии или угнетению сперматогенеза, когда нарушается мейоз сперматогоний и сперматоцитов I порядка.[3]

- Антидепрессанты:
трициклические (имипрамин, амитриптилин) обладают антиадренергическим и антихолинергическим действием, могут вызвать приапизм, а ингибиторы моноаминоксидазы (фенелзин) — аноргазмию и подавление полового поведения. Главная точка приложения действия антидепрессантов — моноаминергические нейроны, отвечающие за центральную регуляцию половой системы.[4]

- Психотропные вещества:
нейролептики, транквилизаторы, психостимуляторы способны вмешиваться в половую сферу через эндокринные механизмы, влияя на функцию гонад. Ведущая роль принадлежит центральным нейроэндокринным механизмам и, в частности, дофаминергическим элементам гипоталамуса, что снижает либидо, нарушает эрекцию и эякуляцию[5].
- Гипотензивные вещества:
тиазидные диуретики, метилдофа, клонидил, β-адреноблокаторы вызывают блокаду периферических адренергических рецепторов и угнетение постсинаптических α-адренорецепторов vasa deferens, семенных пузырьков и семявыбрасывающего протока, что приводит к снижению объема секрета и гиперпролактинемии[6]. Препараты, обладающие антиандрогенной активностью, неблагоприятно влияют на половую функцию через блокирование активности тестостерона, который необходим для нормального полового возбуждения.[7]
- Гормональные препараты:
сахаропонижающие и анаболические стероиды приводят к сексуальной дисфункции и снижению фертильности при длительном их применении.[8]

## Препараты, усиливающие половую функцию мужчин

### Препараты из группы ингибиторов ФДЭ5
Один из ингибиторов фосфодиэстеразы 5, силденафил (Виагра) был зарегистрирован первым, при этом изначально он был разработан не для лечения нарушений эрекции: этот эффект был открыт неожиданно, как «побочный эффект». Тадалафил был разработан специально для лечения эректильной дисфункции, поэтому из всех препаратов, которые есть на рынке, он обладает оптимальным эффектом в этой группе. Варденафил (Левитра) — обладает активным веществом, очень похожим на Силденафил, поэтому обладает аналогичным действием. Еще несколько ингибиторов находятся в разработке. Силденафил подавляет фосфодиэстеразу 6 и фосфодиэстеразу 9; подавление фосфодиэстеразы 6 в сетчатой оболочке, думается, ответственно за изменения в зрении, которые могут быть побочным действием этого препарата. Подобным образом, тадалафил подавляет как ФДЭ 5, так и ФДЭ 11, при этом на зрение он никак не влияет. Эти препараты применяют для лечения нарушений эрекции, они были первыми эффективными пероральными препаратами, имевшимися для лечения этого состояния. В связи с тем, что ФДЭ5 имеется также в гладкой мускулатуре артериальной стенки в легких, ингибиторы ФДЭ5 также были исследованы на их способность лечить гипертонию в легочной артерии, болезнь, при которой кровеносные сосуды в легких становятся ненормально узкими. Эти препараты усиливают эффективность окиси азота, которая расширяет кровеносные сосуды кавернозных тел.
- Показание к применению. В клинике ингибиторы фосфодиэстеразы 5 показаны для лечения нарушений эрекции. Силденафил также показан для лечения легочной гипертензии, химически родственный ему варденафил изучен как возможное средство для лечения этой болезни. Применяют перорально, отпускают по рецепту врача.
- Противопоказания. Прием ингибиторов фосфодиэстеразы 5 противопоказан тем, кто принимает нитритные препараты. Ингибиторы фосфодиэстеразы 5 также противопоказаны мужчинам, для которых половое сношение не рекомендуется из-за риска возникновения сердечно-сосудистых осложнений.[9]
- Побочные явления при применении препаратов группы ингибиторов ФДЭ5. Частота возникновения побочных лекарственных реакций при приеме ингибиторов фосфодиэстеразы 5, по-видимому, связана с дозой. Наиболее часто, у более чем 10 % больных, отмечается головная боль. К числу других распространенных побочных реакций относятся: головокружение, приливы к голове, диспепсия, заложенность носа или ринит.[9] 18 октября 2007 г., Управление по санитарному надзору за качеством пищевых продуктов и медикаментов США предостерегло о том, что возможная потеря слуха будет добавлена в инструкцию по применению ингибиторов фосфодиэстеразы 5.[10] Позже появилось свидетельство о том, что ингибиторы фосфодиэстеразы 5 способны вызывать переднюю оптическую нейропатию.[11] Другие побочные реакции и их частота варьируют в зависимости от конкретного препарата и перечислены в их индивидуальных листовках.
- Лекарственные взаимодействия. Ингибиторы фосфодиэстеразы 5 в основном метаболизируются с помощью фермента CYP3A4 цитохрома P450. Существует потенциал для побочных лекарственных взаимодействий с другими препаратами, которые подавляют или индуцируют фермент CYP3A4, включая ингибиторы протеаз ВИЧ, кетоконазол, итраконазол и другие антигипертензивные препараты, такие как Нитро-спрей (в связи с его способностью снижать кровяное давление).
- Силденафил, торговые названия: Виагра, Динамико, импортные.

Ингибитор фосфодиэстеразы 5. Силденафил, прототипный ингибитор ФДЭ5, ингибитор фосфодиэстеразы 5, это препарат, применяемый для блокирования разрушающего действия осфодиэстеразы типа 5 на циклический ГМП в гладкой мускулатуре клеток, выстилающих кровеносные сосуды, которые снабжают кавернозные тела полового члена.
Силденафил, прототипный ингибитор фосфодиэстеразы 5, впервые был открыт при поиске нового средства для лечения стенокардии. В последних исследованиях исследуется его потенциал усиления восстановления нервной ткани после кровоизлияния в мозг.
- Тадалафил, торговое название Сиалис, импортный. Тадалафил подавляет как ФДЭ 5, так и ФДЭ 11. Показание к применению — эректильная дисфункция. Восстанавливает возможность наступления эрекции (при возбуждении) на период суток и более (до 36 часов). Совместим с алкоголем и жирной пищей.
- Варденафил, торговое название Левитра, импортный.
- Уденафил, торговое название Зидена, импортный.

### Препараты для системного применения
- Йохимбин, торговое название Йохимбин «Шпигель», импортный.

Представляет собой алкалоид растительного происхождения, активирующий адренэргические нейроны ЦНС, и усиливающий центральный обмен норадреналина. Он блокирует α2-адренорецепторы, вызывая расширение периферических артерий и стимулирует приток крови к кавернозным телам.

### Препараты, применяемые при гормональной недостаточности (в том числе при эндокринной импотенции)
- Препараты тестостерона
- Метилтестостерон
- Местеролон
- Андриол

### Препараты для интракавернозного введения, а также в составе средств применяемых наружно
- Суппозиторий Muse (действ. алпростадил), крем для местного применения (под фирменным названием Бетафар)
- Алпростадил (торговые названия Вазапростан, Каверджект и др.), импортный.

Предназначен для внутрикавернозного введения тонкой иглой в половой член, может быть введен в член через специальный аппликатор — непосредственно перед половым сношением. Вызывает эффективное увеличение объёма полового члена.[23] Предварительные клинические исследования показали его эффективность до 83 % случаев. Действие препарата наступает через 10-15 минут и длится более четырех часов. Обладает побочным действием — иногда вызывает приапизм
- Простагландин, вводимый в уретру в виде таблетки.
- Внутрикавернозное введение вазоактивных препаратов (папаверин, простагландин E1 (алпростадил) и его производные) — распространенный и высокоэффективный способ кратковременного восстановления эрекции.[15]

### Препараты для системного применения, комбинированного действия
- Верона (производитель — Пакистан),
- Тентекс форте (производитель — Индия)

### Препараты для местного применения
- Химколин (производитель — Индия).

### Препараты, применяемые при психогенном снижении полового влечения
- Тразодон

### Другие препараты
Для улучшения эрекции применяют многочисленные альтернативные препараты. Некоторые включают в себя: ниацин, цинк, медь, корейский красный корень женьшеня, гингко, кору сосны, аргинин, шведскую цветочную пыльцу и упомянутые ниже Tribulus terrestris, Avena sativa, эпимедиум — horny goat weed, корень мака, muira puama и saw palmetto. Управление по санитарному надзору за качеством пищевых продуктов и медикаментов США (FDA) не признало эффективным ни одно из перечисленных веществ. В то время, когда недостаток цинка может быть причиной низких уровней тестостерона у больных, находящихся на гемодиализе, и такие больные получают пользу от добавок с цинком , упомянутые добавки не оказывают действия на уровни тестостерона у здоровых мужчин, которые получают с пищей достаточное количество цинка.

## Препараты, угнетающие половую функцию у женщин
- Гормональные контрацептивы:
 преимущественно гестагенсодержащие (в том числе комбинированные оральные контрацептивы).
- Гипотензивные препараты:
 некоторые бета-адреноблокаторы могут снижать либидо, снижать выделение вагинальной смазки и вызывать диспареунию.
- Препараты с антихолинергическим действием:
 спазмолитики (атропин, платифиллин).
- Антигистаминные препараты:
 в основном препараты первого поколения H1-гистаминоблокаторов (дифенгидрамин, мебгидролин, прометазин и др.), обладающие седативным и антихолинергическим побочными эффектами (вызывают угнетение ЦНС, сухость влагалища).
- Нейролептики:
 препараты групп фенотиазина, бутирофенона, тиоксантена и др.[19], а также некоторые новые (атипичные) нейролептики: рисперидон, амисульприд[20][21]. Блокируют дофаминовые рецепторы, что приводит к повышению уровня пролактина[19], в результате — снижению полового влечения и нарушению половой функции[22].

## Препараты, стимулирующие половую функцию у женщин
- Эстрогены:
 В большинстве случаев повышают либидо (примеры: линестренол,).
- Мелатонин:
Достоверно известно, что мелатонин снижает либидо. Мнение о повышении либидо глубоко ошибочно.

## Препараты, способные как угнетать, так и стимулировать половую функцию у человека
Влияние этой группы лекарственных средств неоднозначно и индивидуально: некоторые пациенты указывают на повышение либидо, но большинство указывают на его снижение.
- Препараты, способные как повысить, так и снизить либидо:
 даназол, доксепин, дроспиренон, мапротилин и др.

## Спорные и неутверждённые препараты, обладающие активностью в отношении половой функции человека
Неисследованные отпускаемые без рецепта препараты и программы по усилению эрекции усиленно продвигаются с помощью почты, печатной рекламы и через интернет. Управление по санитарному надзору за качеством пищевых продуктов и медикаментов США (FDA) рекомендует проявлять осторожность при применении таких неисследованных препаратов и средств. Препараты для лечения нарушений эрекции обладают высоким плацебо-ответом— если от препарата ожидается хороший результат, если он сильно нахваливается или часто, если он дорогой, то его применение оказывается эффективным. Препараты с хорошей репутацией также получают пользу от такого плацебо-ответа.
- Налтрексон. Этот препарат, применяемый для лечения лекарственных наркоманов, может иметь эффект у больных с подавленным половым влечением.
- Бремеланотид, по-видимому, прямо влияет на половое влечение, став первым научно признанным афродизиаком. Экспериментальный препарат бремеланотид (прежнее название PT-141) не влияет на сосудистую систему как предыдущие соединения, но претендует на усиление полового влечения и стремления, как у мужчин, так и у женщин. Он применяется в форме назального спрея. Высказано мнение, что бремеланотид действует с помощью активации меланокортиновых рецепторов в мозгу. В настоящее время он находится в клинических испытаниях в фазе IIb.
- Меланотан II. Это истинно также о меланотане II, на котором основан бремеланотид. Подобно бремеланотиду, экспериментальный препарат Меланотан II также не влияет на сосудистую систему, но усиливает либидо. Высказано мнение, что меланотан II действует с помощью активации меланокортиновых рецепторов в мозгу.
- хМакси-K — это форма генной терапии с использованием вектора в виде плазмиды, которая вызывает экспрессию гепа хСло, который кодирует альфа-субъединицу канала хМакси-K. Препарат подвергается клиническому испытанию в фазе I на его безопасность.[23]
- Жень-шень. В двойном слепом испытании выяснилось, что жень-шень превосходит плацебо.[24]
- Ензаит — это пищевая добавка, которая якобы усиливает половое влечение у мужчин и частоту эрекций полового члена. Результативность Ензаита не доказана. Сообщается, что Ензаит содержит: растительный стимулятор продукции тестостерона Tribulus terrestris; экстракт йохимбе; ниацин; растения афродизиаки Эпимедиум и Авена Сатива; окись цинка; южноамериканское растение мака; сексуальный стимулянт Muira Puama; гинко билобу; Л-аргинин и экстракт карликовой пальмы Saw Palmetto. Другие ингредиенты в составе препарата: желатин, рисовые отруби, овсовую клетчатку, магния стеарат и двуокись кремния.
- Прелокс — это патентованная смесь/комбинация естественных ингредиентов, Л-аргинин аспартата и Пикногенола. В двойных слепых испытаниях, проведенных доктором Стивеном Лэммом из Школы медицины Нью-Йоркского университета, 81,1 % мужчин из общего их числа оценили Прелокс положительно.[25] Хотя эту добавку следует принимать ежедневно, производители заявляют, что она возвращает в любовную жизнь мужчины «внезапность», в отличие от других препаратов, когда человек должен помнить о приеме их за определенное время перед половой деятельностью.

- Некоторые авторы утверждают, что стимуляторы полового влечения использовались во многих культурах в разные периоды истории, однако мало доказательств, что хоть одно из них действительно оказывало действие. Существует субкультура половой активности с использованием метамфетамина. Ингаляторы амил- или бутилнитрита («Попперы») иногда используются как дополнители половых актов.

### Продолжающиеся исследования препаратов для лечения нарушений эрекции
В последнее время внимание прессы обратилось на пептид Тикс2-6 из яда бразильского бродячего паука как на потенциальный прототип новых препаратов, нацеленных на монооксид-эргическую систему.